# Campeonato Europeo de Karate de 2020
El LV Campeonato Europeo de Karate se iba a celebrar en Bakú (Azerbaiyán) entre el 25 y el 29 de marzo de 2020 bajo la organización de la Federación Europea de Karate (EKF) y la Federación Azerbaiyana de Karate. Pero debido a la pandemia de COVID-19 el evento fue cancelado.